# إد نيلي
إد نيلي (بالإنجليزية: Ed Nealy)‏ مواليد 19 فبراير 1960 في بيتسبرغ، هو لاعب كرة سلة محترف أمريكي سابق بدأ مسيرته الاحترافية في سنة 1982 حيث تم اختياره من قبل فريق سكرامنتو كينغز خلال الدرافت، وحمل الرقم 20 و32 و45 و55. يبلغ طوله 6 قدم 7 بوصة (2.0 م). اعتزل اللعب في 1993.

## فرق لعب لها
- سكرامنتو كينغز
- سان أنطونيو سبرز
- شيكاغو بولز
- فينيكس صنز
- غولدن ستايت ووريورز

## روابط خارجية
- إد نيلي على موقع إن بي أي (الإنجليزية)
- إد نيلي على موقع سبورتس رفرنس (الإنجليزية)
- إد نيلي على موقع كلية كرة السلة في سبورتس رفرنس.كوم (الإنجليزية)
- إد نيلي على موقع ريلجم (الإنجليزية)
- إد نيلي على موقع بروبوليرز (الإنجليزية)
- إد نيلي على موقع قاعة كنساس للمشاهير الرياضية (مؤرشف) (الإنجليزية)